# Nathan Ribeiro
Nathan Ribeiro (født 2. juni 1990) er en brasiliansk fodboldspiller.